# Ceratostoma monoceros
Ceratostoma monoceros is een slakkensoort uit de familie van de Muricidae. De wetenschappelijke naam van de soort werd in 1841 voor het eerst geldig gepubliceerd door George Brettingham Sowerby II.